# Monteroni International
Il Monteroni International è un torneo professionistico di tennis giocato su campi in terra rossa. Fa parte dell'ITF Women's Circuit. Si gioca annualmente a Monteroni d'Arbia in Italia.

## Albo d'oro

### Singolare
| Anno | Campionessa       | Finalista      | Punteggio     |
| ---- | ----------------- | -------------- | ------------- |
| 2011 | Nastassja Burnett | Anna Remondina | 6–3, 7–6(9–7) |
| 2012 | Estelle Guisard   | Anne Schäfer   | 6–3, 6–1      |

### Doppio
| Anno | Campionesse                           | Finaliste                          | Punteggio        |
| ---- | ------------------------------------- | ---------------------------------- | ---------------- |
| 2011 | Kiki Bertens Nicole Rottmann          | Gioia Barbieri Anastasia Grymalska | 6–0, 6–3         |
| 2012 | Federica di Sarra Anastasia Grymalska | Alice Balducci Karin Knapp         | 6–4, 5–7, [10–7] |